# Al-Baka
Al-Baka (arab. مخيم البقعة) – obóz dla uchodźców palestyńskich w Jordanii (muhafaza Al-Balka); Około 100 000 mieszkańców (2010).